# Xã Lave Creek, Quận Sharp, Arkansas
Xã Lave Creek (tiếng Anh: Lave Creek Township) là một xã thuộc quận Sharp, tiểu bang Arkansas, Hoa Kỳ. Năm 2010, dân số của xã này là 355 người.